# Distretto di Letenye
Il distretto di Letenye (in ungherese Letenyei járás) è un distretto dell'Ungheria, situato nella provincia di Zala.